# Atara (Abjasia)
Atara (en georgiano: ათარა; en abjasio: Аҭара) es un pueblo que pertenece a la parcialmente reconocida República de Abjasia, dentro del distrito de Ochamchira, aunque de iure es la capital del municipio de Ochamchire de la República Autónoma de Abjasia de Georgia.

## Toponimia
Hasta 1948 se conoció como Nabjou (en georgiano: ნაბჟოუ).  

## Geografía
Atara está a 31 km al oeste de Ochamchire. Limita con Somjuri Atara en el norte; Kutoli en el este, donde el límite del pueblo está formado por el río Kodori; y en el sur están los pueblos de Kindgui, Adziubzha y Arakichi. Al oeste está el pueblo de Vladímirovka, en el distrito de Gulripshi. Las aldeas de Atarba-Ijusta y Najurzou están bajo la administración del pueblo.

## Historia
Hasta principios del siglo XX, el territorio de Atara era mucho más grande y lindaba con la Cordillera de Kodori en el norte. Después del genocidio armenio en el Imperio otomano (1915), un grupo de armenios de Hamshen se asentó en las tierras deshabitadas del norte del pueblo de Atara, que dio lugar en 1948 al municipio separado de Somjuri Atara.
Durante la guerra de Abjasia (1992-1993), el pueblo fue controlado por partisanos abjasios.

## Demografía
La evolución demográfica de Atara entre 1886 y 2011 fue la siguiente:
| 475                                                 | 1726 | 1099 | 1080 | 665 |
| (Fuente: Population of Abkhazia since Soviet times) |      |      |      |     |

La población ha disminuido la población casi un 40% (la mayoría de la población que se fue era en su mayoría georgiana) tras la guerra de Abjasia. Tradicionalmente los abjasios étnicos siempre han sido mayoría en el pueblo, con minorías georgiana y armenia (que se mudaron a Somjuri Atara). 
|              | 2011      | 2011       |
| Grupo étnico | Población | Porcentaje |
| ------------ | --------- | ---------- |
| Georgianos   | 4         | 0,6%       |
| Abjasios     | 649       | 97,6%      |
| Rusos        | 5         | 0,8%       |
| Ucranianos   | 1         | 0,2%       |
| Armenios     | 4         | 0,6%       |
| Total        | 665       | 100%       |

## Personajes ilustres
- Samson Chanba (1886-1937): escritor y político abjasio que murió en la Gran Purga de Stalin.